# Baldwin 608A

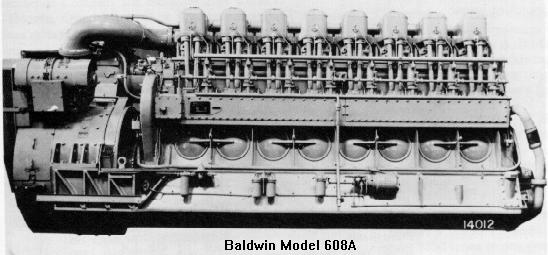
Motor 608-A igual ao que equipavam as AS-616

Baldwin 608A foi uma série de motores a diesel de 8 cilindros em linha desenvolvido pela Baldwin Locomotive Works durante os anos 1950.
Seu propósito era desenvolver 1.500hp, substituindo os antigos da série 400, que a Baldwin julgou na época no limite da evolução possível. Capazes de operar em altitudes superiores a 2400 metros sem perda de potência, eram dotados de turbocompressores movidos pelos gases da combustão. Equiparam as locomotivas Baldwin AS-616 e Baldwin AS-616E que operaram tanto na Estrada de Ferro Sorocabana e Rede de Viação Paraná-Santa Catarina em bitola métrica quanto na Estrada de Ferro Central do Brasil em Bitola Larga.
Abaixo tabela do motor 608A que equipava as AS616 e AS616E brasileiras.
| Fabricante | Modelo | Potência Bruta (HP) | Diâmetro dos Cilindros(pol) | Diâmetro dos Cilindros(cm) | Curso dos Cilindros (pol) | Curso dos Cilindros (cm) | Limite RPM | Cilindradas Cubicas(cu.in.) | Cilindradas Cubicas(cm³) | Cilindros | Disposição dos Cilindros |
| Baldwin    | 608A   | 1650                | 12.75"                      | 323,85 mm                  | 15.5"                     | 393,70 mm                | 625        | 1979                        | 32.429                   | 8         | Linha                    |